# ماكسيم فيتوس
ماكسيم فيتوس (بالروسية: Максим Юрьевич Витус)‏ هو لاعب كرة قدم بيلاروسي في مركز الدفاع، ولد في 11 فبراير 1989 في فاوكافيسك في بيلاروس. شارك مع منتخب بيلاروسيا تحت 21 سنة لكرة القدم ومنتخب بيلاروسيا الأولمبي لكرة القدم. أما مع النوادي، فقد لعب مع دينامو برست ودينامو مينسك ونادي بارتيزان مينسك ونادي رادنيتشكي سبليت ونيمان غرودنو.

## وصلات خارجية
- ماكسيم فيتوس على موقع قاعدة بيانات كرة القدم.إي يو (الإنجليزية)
- ماكسيم فيتوس على موقع Soccerway.com (الإنجليزية)
- ماكسيم فيتوس على موقع عالم كرة القدم.نت (الإنجليزية)
- ماكسيم فيتوس على موقع اللجنة الأولمبية الدولية (الإنجليزية)
- ماكسيم فيتوس على موقع أوليمبيديا (الإنجليزية)
- ماكسيم فيتوس على موقع AS.com (الإسبانية)